# 熊茂
熊茂（15世紀—16世紀），字德和，江西南康府安義縣安義里人，明朝政治人物。

## 生平
熊茂是嘉靖元年（1522年）壬午科江西鄉試第一百三十三名舉人，二十一年（1542年）授博興知縣，重士愛民，平獄均賦，又勘察海田、修繕漕河、完善祭器、興建橋亭、設置學田，多次得上級嘉獎，二十五年（1546年）辭官回鄉，與致仕知縣張鸞岡、楊思允、朱冰崖、王古岡等人結「九老社」飲酒賦詩，在家去世，入祀鄉賢祠與博興名宦祠。

## 引用
1. 1 2  同治《安義縣志·卷九·人物志》：熊茂，字德和，太守馵之子，中嘉靖壬午舉人，授山東博興縣，重士愛民，勘海田、修漕河、備祭器、建橋亭、置學田，政成屢膺臺獎，丙午解組歸，博民建生祠以祀，居鄉杜跡，與致仕縣尹張鸞岡、學博楊思允、朱冰崖、王古岡本宗名山名峯等，結九老社會飲酒賦詩，後卒於家，崇祀鄉賢。 同上（陳志）
2. ↑  民國《重修博興縣志·卷十二·宦績志》：熊茂，安義舉人，任博興令五年，平獄均賦，民無含冤，地無侵占，百姓戴之，立祠祀焉。 原注舊志